# Phyllonorycter jozanae
Phyllonorycter jozanae là một loài bướm đêm thuộc họ Gracillariidae. Nó được tìm thấy ở Nhật Bản (Hokkaidō) và vùng Viễn Đông Nga.
Sải cánh dài 6–7 mm.
Ấu trùng ăn Crataegus species, bao gồm Crataegus chlorosarca, Crataegus jozana, Crataegus maximowiczii và Crataegus pinnatifida. Chúng ăn lá nơi chúng làm tổ.